# وزش طوفان
وزش طوفان (به انگلیسی: Blast of Tempest) یک مجموعه مانگا ژاپنی خیال‌پردازی درام است که توسط کیو شیرودایرا نوشته شده، و بدست آریهیده سانو و رن سایزاکی مصورسازی شده‌است. بر پایه نسخهٔ مانگا یک مجموعه تلویزیونی انیمه ۲۴ قسمتی نیز توسط استودیوی بونز و به کارگردانی ماساهیرو آندو دستمایه اقتباس قرار گرفت که پخش آن از اکتبر ۲۰۱۲ تا مارس ۲۰۱۳ ادامه داشت. این مجموعه اقتباسی از آثار ویلیام شکسپیر بوده و تعدادی از گفتگوها و عناصر داستان وزش طوفان به عنوان ادای احترام و برگرفته از دو اثر نمایشنامه‌ای هملت و طوفان هستند، که هر دو داستانی دربارهٔ مجازات داشته، اما با پایانی کاملاً متفاوت همراه هستند.

## داستان
داستان مجموعه دربارهٔ ماهیرو فووا، پسری نوجوان که خواهرش یک سال قبل به‌طور مرموزی کشته شده بود، و دوستش یوشینو تاکیگاوا است. در این بین ماهیرو با دختری ساحره به نام هاکاسه کوساریبه، رهبر طایفه کوساریبه که توسط پیروانش در جزیره‌ای ناشناخته رها شده بود، ارتباط برقرار می‌کند و قبول می‌کند تا به هاکاسه در ازای کمکش برای پیداکردن عوامل مرگ خواهرش کمک کند تا از جزیره آزاد شود. خاندان کوساریبه، طایفه‌ای جادوگر تحت حمایت «درخت منشاء» بودند، و هاکاسه برترین ساحره خانواده خود به شمار می‌رفت. یوشینو پس از اینکه از نیت دوستش باخبر شد، تصمیم گرفت به او در مأموریتش علیه خاندان کوساریبه ملحق شود که قصد بیدار کردن «درخت منشاء» را داشتند که قدرت آن نابودی تمامی جهان را به همراه داشت.